# Władysław Kosno
Władysław Kosno (ur. 22 listopada 1898 w Małomierzycach, zm. 12 czerwca 1923 w Użmionach) – kapral Wojska Polskiego II RP, plutonowy Straży Granicznej II RP, kawaler Orderu Virtuti Militari.

## Życiorys
Syn Jakuba, rolnika, i Antoniny z Łuszczków. 
Ukończył szkołę ludową w Alojzowie, po czym rozpoczął pracę w rodzinnym gospodarstwie. Członek Polskiej Organizacji Wojskowej od wiosny 1918 roku, w listopadzie tegoż roku wstąpił ochotniczo do odrodzonego Wojska Polskiego. Wcielony do 11 kompanii III batalionu 6 pułku piechoty Legionów, w którego szeregach wziął udział w wojnie polsko-bolszewickiej. W toku walk awansowany do stopnia kaprala. Odznaczył się w dniu 8 sierpnia 1920 roku pod wsią Świniuchy, kiedy to na czele patrolu stoczył potyczkę z wrogiem, zmuszając oddział sowiecki do odwrotu. Zdobył przy tym działo i karabin maszynowy. Rozkazem Dowództwa 2 Armii L. 1512a/I z 1 września 1920 przyznano mu Order Virtuti Militari V klasy.
Po zakończeniu działań wojennych został zwolniony do rezerwy. „Niezadowolony z życia cywilnego” zgłosił się do służby w Straży Granicznej i został przydzielony do 1. kompanii 27 batalion Straży Granicznej. Awansowany został do rangi plutonowego. 12 czerwca 1923 utonął w Dźwinie podczas pełnienia obowiązków służbowych. Rodziny nie założył.

## Ordery i odznaczenia
- Krzyż Srebrny Orderu Wojskowego Virtuti Militari nr 272 – 22 lutego 1921[5][6][7]
- Odznaka pamiątkowa „Orlęta” nr 4832[8]